# آرمن نالباندیان
آرمن نالباندیان ( انگلیسی: Armen Nalbandian؛ زادهٔ ۶ آوریل ۱۹۷۸) موسیقی‌دان، نوازنده پیانو، آهنگساز، تهیه‌کننده موسیقی ارمنی‌تبار اهل ایالات متحده آمریکا است. وی از سال ۱۹۹۶ میلادی تاکنون مشغول فعالیت بوده‌است.

## زندگی‌نامه
وی در ۶ آوریل ۱۹۷۸ در منچستر به دنیا آمد و از آکادمی هنرهای تفلیس فارغ‌التحصیل گشت.